# Luca Attanasio
Luca Attanasio (* 23. Mai 1977 in Saronno; † 22. Februar 2021 in Goma, DR Kongo) war ein italienischer Diplomat. Von 2019 bis 2021 war er Botschafter der Italienischen Republik in der Demokratischen Republik Kongo.

## Leben
Attanasio wuchs in Limbiate auf. Nach Beendigung seines Studiums der Betriebswirtschaft 2001 an der Università Commerciale Luigi Bocconi in Mailand begann er 2003 seine diplomatische Laufbahn. Internationale Verwendung fand er ab 2006 als Handelssekretär an der italienischen Botschaft Bern. 2010 wechselte er als Konsul nach Casablanca, Marokko. 2013 kehrte er als Leiter des Sekretariats der Generaldirektion für Globalisierung und globale Fragen im Palazzo della Farnesina zurück nach Italien. Nach beruflichen Aufenthalten in Nigeria wechselte er 2017 in die Demokratische Republik Kongo, wo er ab 2019 bis zu seinem Tod als Botschafter tätig war. Er war damit einer der jüngsten Botschafter Italiens.
Attanasio war verheiratet und dreifacher Vater.

## Attentat
Attanasio erlitt bei einem Anschlag auf einen Konvoi des Welternährungsprogramms der Vereinten Nationen im Ost-Kongo Schusswunden und starb im Militärkrankenhaus in Goma. Der Konvoi befand sich auf dem Weg von Goma zu einem Schulspeisungsprojekt in der Rutshuru-Region. Bei dem Attentat wurden neben Attanasio auch der kongolesische UN-Fahrer und ein italienischer Militärpolizist, der als Leibwächter tätig war, getötet. Zufällig in der Nähe befindliche Ranger (Wildhüter) schlugen den Angriff letztlich zurück.